# Šibovac
Šibovac (česky Šibovec) je vesnice v Chorvatsku v Bjelovarsko-bilogorské župě, spadající pod opčinu Sirač. Nachází se asi 4 km jihozápadně od Daruvaru. V roce 2011 zde žilo 214 obyvatel. V roce 1991 bylo 45,37 % obyvatel (147 z tehdejších 324 obyvatel) české národnosti.

## Sousední sídla
| Růžice kompasu |            | Gornji Daruvar |         | Růžice kompasu |
| Růžice kompasu | Golubinjak | Sever          | Doljani | Růžice kompasu |
| Růžice kompasu | Golubinjak | Šibovac        | Doljani | Růžice kompasu |
| Růžice kompasu | Golubinjak | Jih            | Doljani | Růžice kompasu |
| Růžice kompasu | Kip        |                |         | Růžice kompasu |